# Drugi rząd Pedra Sáncheza
Drugi rząd Pedra Sáncheza – rząd Królestwa Hiszpanii funkcjonujący od 13 stycznia 2020 do 21 listopada 2023.
Pierwszy rząd Pedra Sáncheza powstał w czerwcu 2018 jako gabinet mniejszościowy tworzony przez Hiszpańską Socjalistyczną Partię Robotniczą (PSOE), powołany na skutek wotum nieufności wobec mniejszościowego drugiego gabinetu Mariano Rajoya z Partii Ludowej. W lutym 2019 rząd przegrał głosowanie nad budżetem, na skutek czego Pedro Sánchez doprowadził do rozpisania na kwiecień przedterminowych wyborów parlamentarnych. Socjaliści zajęli wówczas pierwsze miejsce, w parlamencie nie doszło jednak do utworzenia większości zdolnej do wyłonienia rządu (lider socjalistów przegrał oba głosowania nad wyborem na premiera). We wrześniu rozpisano kolejne przedterminowe wybory, które wyznaczono na listopad. Zakończyły się one zwycięstwem socjalistów, którzy jednak stracili kilka miejsc w Kongresie Deputowanych i 30 mandatów w Senacie. Kierowana przez premiera PSOE przystąpiła do negocjacji koalicyjnych z Unidas Podemos (UP), blokiem ugrupowań lewicowych i komunistycznych. Obie formacje uzgodniły porozumienie prowadzące do wyłonienia pierwszego od przemian politycznych koalicyjnego rządu w Hiszpanii.
5 stycznia 2020 Pedro Sánchez jako kandydat na premiera nie uzyskał wymaganej większości bezwzględnej w Kongresie Deputowanych. Otrzymał 166 głosów; poza koalicjantami (przy jednym pośle nieobecnym) poparło go kilkunastu posłów ugrupowań lewicowych i regionalnych (w tym PNV), 165 osób było przeciw, a 18 przedstawicieli lewicowych separatystów katalońskich i baskijskich wstrzymało się od głosu. 7 stycznia Pedro Sánchez w drugim głosowaniu został zatwierdzony na stanowisku premiera; uzyskał wówczas wystarczającą większość zwykłą (167 posłów było za, 165 głosowało przeciw, a 18 wstrzymało się od głosu). Następnego dnia został zaprzysiężony na ten urząd.
Ministrowie objęli urzędy po zaprzysiężeniu 13 stycznia 2020. W składzie gabinetu z ramienia socjalistów znaleźli się przedstawiciele PSOE, skonfederowanej z nią Partii Socjalistów Katalonii (PSC) oraz osoby bezpartyjne. Pięć stanowisk przypadło koalicjantowi z UP; po dwa urzędy objęli przedstawiciele Podemos i Zjednoczonej Lewicy, a jeden osoba bezpartyjna wskazana przez Catalunya en Comú.
W lipcu 2021 premier dokonał gruntownej rekonstrukcji całego gabinetu. Rząd funkcjonował do 21 listopada 2023, kiedy to kilka miesięcy po przedterminowych wyborach zaprzysiężono członków trzeciego gabinetu lidera socjalistów.

## Skład rządu
| Stanowisko                                                                   | Minister | Z rekomendacji |
| ---------------------------------------------------------------------------- | --- | -------------- |
| Premier                                                                      | Pedro Sánchez | PSOE           |
| Pierwszy wicepremier                                                         | Carmen Calvo (do 12 lipca 2021) Nadia Calviño (od 12 lipca 2021)                                                                  | PSOE           |
| Drugi wicepremier                                                            | Pablo Iglesias Turrión (do 31 marca 2021) Nadia Calviño (od 31 marca 2021 do 12 lipca 2021) Yolanda Díaz (od 12 lipca 2021)       | UP PSOE UP     |
| Trzeci wicepremier                                                           | Nadia Calviño (do 31 marca 2021) Yolanda Díaz (od 31 marca 2021 do 12 lipca 2021) Teresa Ribera (od 12 lipca 2021)                | PSOE UP PSOE   |
| Czwarty wicepremier                                                          | Teresa Ribera (do 12 lipca 2021)                                                                                                  | PSOE           |
| Rzecznik prasowy rządu                                                       | María Jesús Montero (do 12 lipca 2021) Isabel Rodríguez García (od 12 lipca 2021)                                                 | PSOE           |
| Minister spraw zagranicznych, europejskich i kooperacji                      | Arancha González Laya (do 12 lipca 2021) José Manuel Albares (od 12 lipca 2021)                                                   | PSOE           |
| Minister sprawiedliwości                                                     | Juan Carlos Campo (do 12 lipca 2021) Pilar Llop (od 12 lipca 2021)                                                                | PSOE           |
| Minister obrony                                                              | Margarita Robles | PSOE           |
| Minister finansów                                                            | María Jesús Montero (do 12 lipca 2021)                                                                                            | PSOE           |
| Minister finansów i służb publicznych                                        | María Jesús Montero (od 12 lipca 2021)                                                                                            | PSOE           |
| Minister spraw wewnętrznych                                                  | Fernando Grande-Marlaska | PSOE           |
| Minister transportu, mobilności i spraw miejskich                            | José Luis Ábalos (do 12 lipca 2021) Raquel Sánchez Jiménez (od 12 lipca 2021)                                                     | PSOE PSC       |
| Minister edukacji i kształcenia zawodowego                                   | Isabel Celaá (do 12 lipca 2021) Pilar Alegría (od 12 lipca 2021)                                                                  | PSOE           |
| Minister pracy i gospodarki społecznej                                       | Yolanda Díaz | UP             |
| Minister przemysłu, handlu i turystyki                                       | Reyes Maroto (do 28 marca 2023) Héctor Gómez Hernández (od 28 marca 2023)                                                         | PSOE           |
| Minister rolnictwa, rybołówstwa i żywności                                   | Luis Planas | PSOE           |
| Minister ds. prezydencji, kontaktów z parlamentem i demokracji               | Carmen Calvo (do 12 lipca 2021) Félix Bolaños (od 12 lipca 2021)                                                                  | PSOE           |
| Minister polityki terytorialnej i służb publicznych                          | Carolina Darias (do 27 stycznia 2021) Miquel Iceta (od 27 stycznia 2021 do 12 lipca 2021)                                         | PSOE PSC       |
| Minister polityki terytorialnej                                              | Isabel Rodríguez García (od 12 lipca 2021)                                                                                        | PSOE           |
| Minister ds. ekologii i demografii                                           | Teresa Ribera | PSOE           |
| Minister kultury i sportu                                                    | José Manuel Rodríguez Uribes (do 12 lipca 2021) Miquel Iceta (od 12 lipca 2021)                                                   | PSOE PSC       |
| Minister spraw gospodarczych i transformacji cyfrowej                        | Nadia Calviño | PSOE           |
| Minister zdrowia                                                             | Salvador Illa (do 27 stycznia 2021) Carolina Darias (od 27 stycznia 2021 do 28 marca 2023) José Manuel Miñones (od 28 marca 2023) | PSC PSOE       |
| Minister nauki i innowacji                                                   | Pedro Duque (do 12 lipca 2021) Diana Morant (od 12 lipca 2021)                                                                    | PSOE           |
| Minister ds. praw socjalnych i Agendy 2030                                   | Pablo Iglesias Turrión (do 31 marca 2021) Ione Belarra (od 31 marca 2021)                                                         | UP             |
| Minister równouprawnienia                                                    | Irene Montero | UP             |
| Minister ds. konsumentów                                                     | Alberto Garzón | UP             |
| Minister przeciwdziałania wykluczeniu, zabezpieczenia społecznego i migracji | José Luis Escrivá | PSOE           |
| Minister szkolnictwa wyższego                                                | Manuel Castells (do 20 grudnia 2021) Joan Subirats (od 20 grudnia 2021)                                                           | UP             |